# 德累斯顿-新城车站
德累斯顿-新城车站（德語：Bahnhof Dresden-Neustadt）是规模仅次于火车总站的德累斯顿第二大铁路车站及长途车站。它地处易北河北岸铁路交通的交汇处，并在1910年取代了1839年开通、位于莱比锡近郊的莱比锡车站，以及1847年落成的西里西亚车站。作为城市分区内新城在同一时代最具代表性的形象，车站建筑突显了其作为长途运输站点的重要性。
新城车站于德累斯顿铁路枢纽中，将来自火车总站的杰钦－德累斯顿-新城铁路与前往莱比锡及前往格尔利茨的铁路线联结在一起，并担负通往莱比锡、柏林及上卢萨蒂亚等方向运输的到发工作。